# Грицик великий

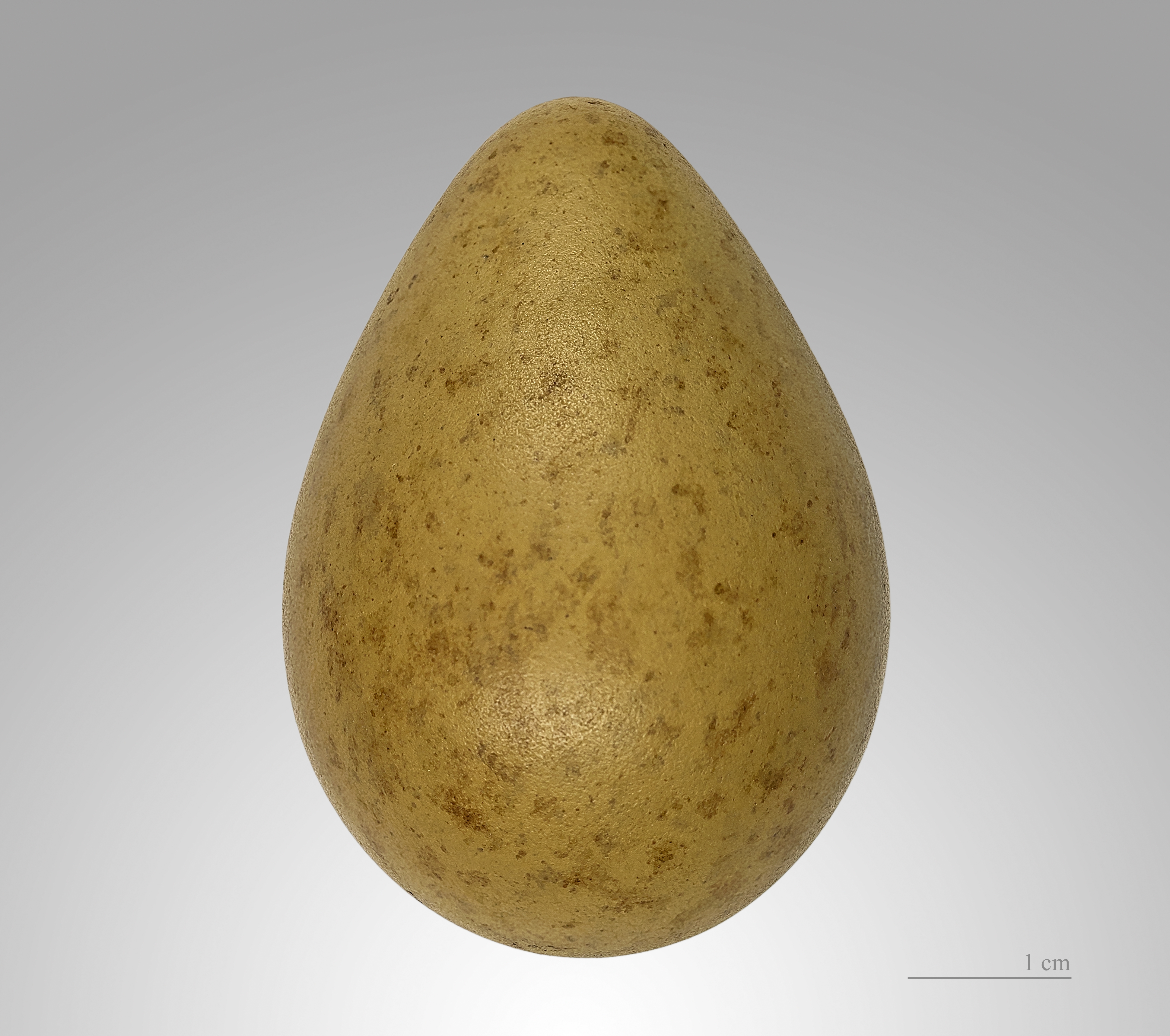
Яйце грицика великого в оологічній колекції

Грицик великий (Limosa limosa) — великий прибережний птах родини баранцевих (Scolopacidae), що гніздиться у болотистих районах півночі Старого Світу та узимку мігрує до західної Європи, Африки, Південної Азії і Австралії. В Україні гніздовий перелітний птах.

## Опис
Доволі великий кулик. Маса тіла 230–370 г, довжина тіла 36-44 см, розмах крил:
62-70 см. У дорослого самця в шлюбному вбранні верх голови бурувато-рудий; над оком білувата «брова»; вуздечка темно-бура; нижня частина голови, шия і воло руді; спина і плечі чорно-бурі, з рудими і сірими плямами; поперек чорний; верх крил сірувато-бурий; груди і боки тулуба білі, з поперечними темно-бурими смугами; черево, надхвістя, підхвістя і спід крил білі; махові пера темно-бурі, вздовж їх основи проходить широка біла смуга, яку добре видно в польоті; стернові пера чорно-бурі, з білою основою; дзьоб довгий, рівний, жовтогарячий, на кінці чорний; ноги довгі, чорні, у польоті виступають за хвостом; у позашлюбному вбранні оперення верху, вола, грудей і боків тулуба сірувато-буре; дзьоб сірувато-рожевий, на кінці чорний. Доросла самка в шлюбному вбранні тьмяніша; у позашлюбному вбранні така, як позашлюбний дорослий самець. Молодий птах подібний до дорослого у шлюбному вбранні, але щоки і горло сіруваті.

## Цікаві факти
На честь цього виду птахів названо астероїд 8765 Лімоса.додала
Згідно з опитуваннями, декілька разів визнавався національним птахом Нідерландів 